# Essilor
Essilor är ett franskt företag som specialiserar sig på design, tillverkning och marknadsföring av korrigerande linser och optisk utrustning för ögon. Det bildades efter sammanslagningen av de franska företagen Essel och Silor 1972. Det är särskilt i början av Varilux.
År 2019 hade företaget 74 000 anställda. Dess ordförande och verkställande direktör är Paul du Saillant. Huvudkontoret är baserat i Charenton-le-Pont.
Det slogs samman med den italienska koncernen Luxottica den 1 oktober 2018.